# Knox
Knox város az USA New York államában, Albany megyében. Lakosainak száma 2635 fő (2020. április 1.).

## Népesség
A település népességének változása:

| 2010 | 2 692 |
| 2020 | 2 635 |